# Prijelozi
Prijelozi (cyr. Пријелози) – wieś w Czarnogórze, w gminie Bijelo Polje. W 2011 roku liczyła 342 mieszkańców.